# Graphiurus rupicola
Graphiurus rupicola es una especie de roedor de la familia Gliridae.

## Distribución geográfica
Se encuentra en Namibia, Sudáfrica, y posiblemente en Angola.

## Hábitat
Su hábitat natural son las áreas rocosas del Karoo.